# Canarisch-Spaans

Locatie van de Canarische eilanden

Het Spaans van de Canarische eilanden (Spaans: dialecto canario of habla canaria) is het dialect van de Spaanse taal, dat op de Canarische Eilanden wordt gesproken. Het wordt in mindere mate ook in de staat Louisiana in de Verenigde Staten gesproken, door Isleños (geëmigreerde Canariërs).
Het dialect is sterk verwant met het Andalusisch-Spaans, het Caraïbisch-Spaans en het Spaans van Zuid-Amerika. Het dialect verschilt vooral in woordenschat met het Spaans in Spanje. Het heeft tevens enkele invloeden van het Portugees.